# 納爾遜鎮區 (阿肯色州克萊縣)
納爾遜鎮區（英語：Nelson Township）是位於美國阿肯色州克萊縣的一個行政鎮區。

## 地方資料
納爾遜鎮區的面積為57.65平方千米，當中陸地面積為57.65平方千米，而水域面積為0.00平方千米。根據2010年美國人口普查的數據，當地共有人口209人，而人口密度為每平方千米3.63人。